# Пьобези-Торинезе
Пьобези-Торинезе (итал. Piobesi Torinese) — коммуна в Италии, располагается в регионе Пьемонт, в провинции Турин.
Население составляет 3232 человека (2008 г.), плотность населения составляет 170 чел./км². Занимает площадь 19 км². Почтовый индекс — 10040. Телефонный код — 011.
Покровительницей коммуны почитается святая Мавра, празднование в первое воскресение августа.

## Демография
Динамика населения:

## Администрация коммуны
- Официальный сайт: http://www.comune.piobesi.to.it/